# Oligodon catenatus
Espèce
Synonymes
- Calamaria catenata Blyth, 1854
- Oligodon herberti Boulenger, 1905
- Macrocalamus wongii Fan, 1931

Oligodon catenatus est une espèce de serpent de la famille des Colubridae.

## Répartition
Cette espèce se rencontre :
- en Birmanie ;
- au Cambodge ;
- en Inde ;
- dans le sud de la république populaire de Chine, dans la province de Guangdong ;
- au Viêt Nam.

## Taxinomie
L'espèce Oligodon eberhardti, précédemment considérée comme synonyme de cette espèce, a désormais le statut d'espèce à part entière.

## Publication originale
- Blyth, 1855 "1854" : Notices and descriptions of various reptiles, new or little known. Journal of the Asiatic Society of Bengal, vol. 23, p. 287-302 (texte intégral).